# قاسم بی‌لی (آق‌دام)
قاسم بی‌لی (به لاتین: Qasımbeyli) یک منطقه مسکونی در جمهوری آذربایجان است که در شهرستان آق‌دام واقع شده‌است.